# Juan Francisco Giró
Joan Francesc Josep Giró i Zufriategui, més conegut com a Juan Francisco Giró (Montevideo, llavors Banda Oriental, avui Uruguai, 3 de juny de 1791 - ídem, 8 de maig de 1863), va ser un polític uruguaià, membre del Partit Nacional, i President de la República entre el 1852 i 1853.

## Biografia
Va néixer a Montevideo el 3 de juny de 1791, fill de José Giró, català, i de María Zufriategui, uruguaiana, filla de pares bascos. Va estudiar a l'Uruguai, Buenos Aires i Rio de Janeiro, i també a Espanya i als Estats Units, on va viure entre 1812 i 1815.
Alcalde de Montevideo el 1816, en l'últim tram del període artiguista. Va ser integrant dels "Cavallers Orientals" al costat de Gabriel Antonio Pereira, Manuel Oribe i d'altres. Novament membre de l'Ajuntament el 1823, va donar suport al moviment polític d'aquell any.
Adherent a la Croada Llibertadora de 1825, va integrar fins i tot 1827 el Govern Provisori que va sorgir d'aquesta. També va participar en l'administració de José Rondeau i en l'Assemblea Constituent i Legislativa el 1828.
Partidari de Manuel Oribe, li va acompanyar en el Govern "del Cerrito" i va actuar com el seu encarregat a la missió que, el 1845, va obtenir el reconeixement de la independència de l'Uruguai per part d'Espanya.
Senador el 1852, va ser elegit com a 4t president constitucional l'1 de març de 1852. Va ser el primer president que va realitzar en forma oficial una gira per l'interior del país, des d'octubre a desembre de 1852. Va ser deposat per un motí militar organitzat per una part del Partit Colorado el setembre de 1853.
Era novament (des de 1860) senador, quan va morir a Montevideo el 8 de maig de 1863.